# Alexandre Jesús Medina Reobasco
Alexander Medina (Salto, 8 d'agost de 1978) és un entrenador i exfutbolista uruguaià, que ocupava la posició de davanter. Va ser un cop internacional amb la selecció del seu país.
Al llarg de la seua carrera, va militar en equips uruguaians, argentins i espanyols. Va destacar sobretot en dos clubs de Montevideo, el Liverpool FC i el Nacional.
Com a entrenador, ha dirigit també el Nacional de Montevideo i, fora del seu país, el CA Talleres argentí i Internacional de Porto Alegre, al Brasil.